# Geophis laticinctus
Geophis laticinctus — вид змій родини полозових (Colubridae). Ендемік Мексики.

## Поширення і екологія
Geophis laticinctus мешкають на півдні Мексики, в штатах Оахака і Чіапас. Вони живуть у вологих гірських тропічних лісах та в сосново-дубових лісах, трапляються на узліссях. Зустрічаються на висоті від 1000 до 1800 м над рівнем моря.